# Кабанов Олег Вікторович
Олег Вікторович Кабанов (нар. 28 квітня 1954) — радянський та російський дипломат. Надзвичайний та Повноважний Посол.

## Біографія
Закінчив Факультет міжнародних відносин МДІМВ МЗС СРСР (1980). На дипломатичній роботі з 1980 року.
- У 1980—1985 роках — черговий референт, референт-секретар, перекладач посольства СРСР у Непалі.
- У 1985—1992 роках — другий, перший секретар, заступник завідувача відділу, завідувач відділу МЗС СРСР (з 1991 року — Росії).
- У 1992—1993 роках — начальник Третього Європейського управління МЗС Росії, радник міністра закордонних справ Росії.
- З 25 травня 1993 року по 22 січня 1998 року — Надзвичайний і Повноважний Посол Російської Федерації в Шрі-Ланці і в Мальдівській Республіці за сумісництвом.
- З березня 1998 року по листопад 2001 рік — заступник директора Четвертого Європейського департаменту МЗС Росії.
- З 19 листопада 2001 року по 25 вересня 2006 року — Надзвичайний і Повноважний Посол Російської Федерації в М'янмі.
- У 2006—2010 роках — заступник директора Третього департаменту Азії МЗС Росії.
- З 3 лютого 2010 року по 27 червня 2014 рік — Надзвичайний і Повноважний Посол Російської Федерації в Лаосі.

## Сім'я
Одружений, має двох доньок.

## Дипломатичний ранг
- Надзвичайний і Повноважний Посланник 2 класу (7 лютого 1993)[1]
- Надзвичайний та Повноважний Посланник 1 класу (10 листопада 1995)[2]
- Надзвичайний та Повноважний Посол (8 листопада 2010)[3]